# بزرگ‌زبان هکت

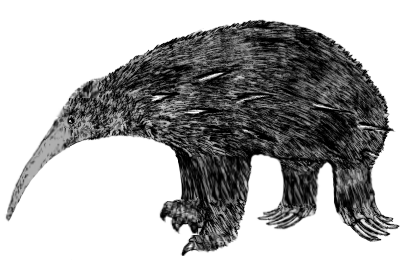
تصویر بزرگ‌زبان هکت

بزرگ‌زبان هکت (نام علمی: Zaglossus hacketti) نام یک گونه از سرده مورچه‌خورک پوزه‌دراز است.